# Benthams Hartriegel
Benthams Hartriegel (Cornus capitata) ist eine Pflanzenart aus der Gattung der Hartriegel (Cornus). Es ist ein kleiner, wintergrüner Baum, dessen Verbreitungsgebiet der östliche Himalaya ist, daher auch der gelegentlich verwendete Name Himalaya-Hartriegel.
Der botanische Name leitet sich her vom lateinischen caput – Kopf, viele Blüten sind zu einem Blütenstand, einem Köpfchen, vereinigt.

Benthams Hartriegel wird manchmal zusammen mit einigen verwandten Arten als Gattung Dendrobenthamia geführt, übersetzt etwa „Benthams Baum“. Dies bezieht sich, wie auch der deutsche Name, auf den Botaniker George Bentham.

## Beschreibung
Benthams Hartriegel ist ein kleiner, wintergrüner Baum. Die größten Exemplare erreichen eine Wuchshöhe bis zu fünfzehn Metern, es können aber auch vielstämmige Sträucher bleiben. Die Krone ist ausgebreitet, ältere Exemplare sind oft breiter als hoch. Die jungen Zweige sind grau, sie verfärben sich mit der Zeit dunkelbraun bis graubraun und bilden an dicken Stämmen eine leicht rissige oder abschilfernde Borke.
Die gegenständigen, ovalen Laubblätter sind stumpf grau-grün und auf der Unterseite mit festen Härchen besetzt, so dass sie sich rau anfühlen. Die Blattadern, meist nur drei oder vier Paar, sind zur Blattspitze hin gebogen wie bei vielen Hartriegeln. Im Herbst fällt ein kleiner Teil der Blätter, die meisten bleiben jedoch bis zum Frühjahr haften. Wenn sich die neuen Blätter entfalten, färben sich die letztjährigen gelb und fallen ab, dieses Verhalten nennt man „wintergrün“.
Der Blütenstand besteht aus fünfzig bis hundert winzigen Einzelblüten, die in einer kugeligen Dolde zusammengefasst sind. Auffällig sind die Hochblätter, die den Blütenstand umgeben: sie werden schon im Herbst angelegt und sind an den Blütenknospen sichtbar, entfalten sich dann von hellgrün zu cremeweiß und verblühen rosa überhaucht. Die Blütezeit liegt im Frühsommer, in Yunnan etwa von Mai bis Juli.
Alle Früchte eines Blütenstands entwickeln sich zu einem Fruchtverband mit vielen Kernen und ledriger Schale. Dieser ist rund und rot gefärbt, etwa drei Zentimeter im Durchmesser. Er erinnert in Größe und Farbe etwas an Erdbeeren und ist essbar.
Die Chromosomenzahl beträgt 2n = 22.

## Verbreitung
Von Nepal über Indien und Myanmar bis in die Volksrepublik China besiedelt die Art den östlichen Himalaya in Höhenlagen zwischen 800 und 3200 Metern. Sie wächst dort am Rand von Nadel- und Laubwäldern in einem sommerfeuchten Klima ohne stärkere Fröste.

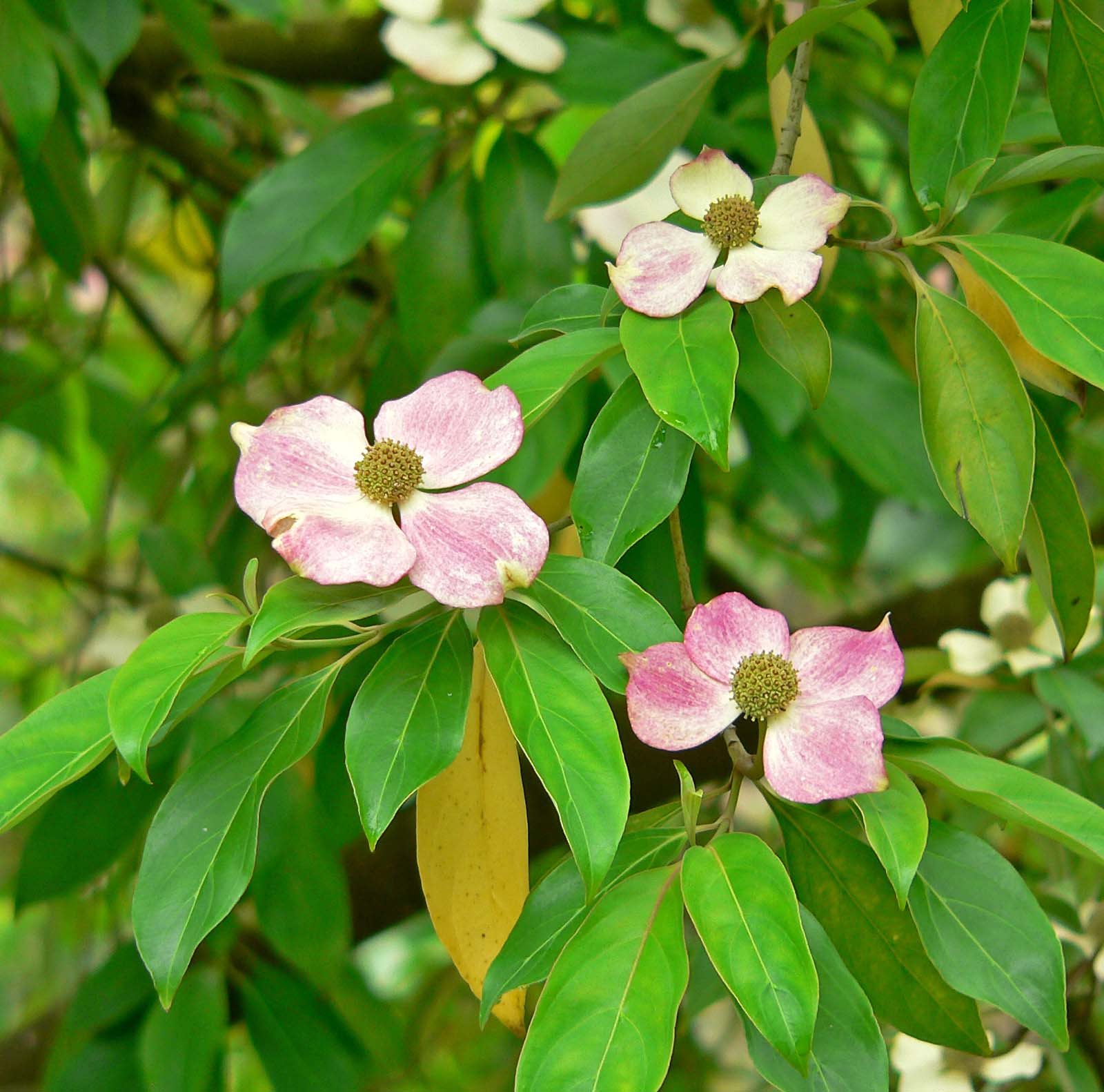
Im Verblühen rosafarbene Blütenstände

## Verwendung
Benthams Hartriegel wird manchmal als Zierstrauch kultiviert. Gute Sorten bieten mit rötlich gefärbtem Austrieb im Frühjahr, den lange haltenden, sich von cremeweiß nach rosa verfärbenden Hochblättern im Sommer, auffällig roten Früchten im Herbst und teilweise gelb oder rötlich färbenden, teilweise grünen Blättern im Winter zu jeder Jahreszeit einen Blickfang. Allerdings erträgt er weder stärkere Fröste noch trockene Hitze, so dass seine Verbreitung als Zierpflanze nicht sehr groß ist.
Einige Züchter bemühen sich um frosthärtere Sorten oder nutzen die Art zu Kreuzungen: Cornus 'Porlock' und Cornus 'Norman Hadden' sind zwei Hybriden mit dem laubabwerfenden Cornus kousa, hier färbt sich ein Teil der Blätter im Herbst rot und fällt ab, ein Teil bleibt bis zum Frühjahr haften.